# Маріса Солінас
Маріса Анна Солінас (італ. Marisa Solinas) (* 30 травня 1941) — італійська акторка і співачка.

## Біографія
Батько був родом з Сардинії, мати з Тоскани. Маріса з ранніх років мріяла стати оперною співачкою. Вивчала вокал у школі співу театру Карло Феліче в Генуї. Потім захопилася популярною музикою. У 1960 році разом з матір'ю переїхала до Мілану. У 1964 році вперше виступила як естрадна співачка. Випустила 10 музичних альбомів і дисків.
Дебютувала у фільмі «Scano Boa» (1961, реж. Р. Далл'Ара). Знімалася у фільмі Бернардо Бертолуччі «Кістлява кума» (Бруна, 1962).  
Першу головну роль виконала у новелі «Ренцо і Люча» фільму «Бокаччо 70» (Люча, 1962, реж. Маріо Монічеллі). Знімалася в комедіях і мелодрамах, особливо активно в 60-ті — 70-ті роки.  
Одна з останніх ролей — Аугуста в телефільмі «Лючія» (2005).

## Фільмографія
- Scano Boa, (1961)
- Боккаччо-70, (1962)
- Il peccato, (1962)
- La commare secca, (1962)
- Heimweh nach St. Pauli, (1963)
- Senza sole né luna, (1964)
- Le conseguenze, (1964)
- Freddy, Tiere, Sensationen, (1964)
- Viale della canzone, (1965)
- Viaggio di nozze all'italiana, (1966)
- Vergine per un bastardo, (1966)
- Riderà (Cuore matto), (1967)
- Una colt in pugno al diavolo, (1967)
- From Woman to Woman, (1968)
- Sangue chiama sangue, (1968)
- Giarrettiera Colt, (1968)
- Killer, adios, (1969)
- Una ragazza di Praga, (1969)
- Le dieci meraviglie dell'amore, (1969)
- Plagio, (1969)
- Il padre di famiglia, (1969)
- Violentata sulla sabbia, (1971)
- Blindman, (1971)
- Il tuo piacere è il mio, (1973)
- L'arbitro, (1974)
- La città dell'ultima paura, (1975)
- Tutti dentro, (1984)
- I due carabinieri, (1984)
- Quo vadis?, (1985)
- Sindrome veneziana, (1989)
- L'ombra del gigante, (2000)
- Almost Blue, (2000)
- Una donna, tre vite-Lucia, (2005)